# Купала
Купала или Купало је митолошко божанство у словенској митологији где представља богињу плодности, обиља и весеља.
Прослављање богиње купала се одигравало у летњег солстиција. Тог дана се од сламе или дрвета правила лутка одевену у женску одећу која ја представљала Купалу (Купало). Лутка је у свечаној поворци доношена до реке и бацана у воду или у ватру. У том обичају важну улогу има купање, скакање преко кријеса, плетење цвећа и бацање цвећа у воду. Веровало се да је ово једина ноћ у години у којој папрат цвета и да тај цвет има магичну моћ, да може уништити демоне, подарити успех или велико богатство.
Тог дана, древни Словени су веровали да се може опрати свака нечистоћа, излечити свака болест и одагнати свако зло.
У православном хришћанству овај празник се сачувао до данас као Ивањдан, који се код Источних Словена зове дан Ивана Купала, празник посвећен рођењу Јована Крститеља, који се слави уочи летње дугодневице - 24. јуна по Јулијанском календару, односно 7. јула по новом рачунању. Дан раније, у Русији се славила Аграфена Купалница - по народном веровању, сестра Ивана Купала.